# やすと横澤さん
やすと横澤さん（やすとよこざわさん）はやすと横澤章悟からなる日本のお笑いコンビ。個人事務所「合同会社TOTONOU」に所属。北海道在住の芸人として唯一の漫才協会会員。

## メンバー
詳細は「後藤靖博」および「横澤章悟」を参照
- やす（1990年7月2日 - ）（35歳）

ボケ担当。立ち位置は向かって左。
本名、後藤 靖博（ごとう やすひろ）
北海道北見市出身。身長166cm。体重75㎏。血液型はＯ型。
帯広市立柏小学校、札幌市立向陵中学校、北星学園大学附属高等学校、北星学園大学卒業。
過去には「チャレンジャー」「ドライブサンタ」「どんきーず」「ヤスヒロセ」といったコンビで活動。
- 横澤 章悟（よこざわ しょうご、1983年6月23日 - ）（42歳）

ツッコミ担当。立ち位置は向かって右。
北海道美唄市出身。札幌市豊平区在住。身長172cm。体重80㎏。血液型はA型。
美唄市立中央小学校、美唄市立美唄中学校、北海道立美唄高等学校（現・北海道美唄尚栄高等学校）卒業。
過去には「ヤングハッスル」というコンビや「カムチャッカ」というユニットで活動。
コンビ結成前には、芸人活動を休止してラジオパーソナリティをメインとしていた時期がある。

## 来歴
ともに札幌市の芸能事務所「夢カンパニー」の出身だが、当時はそれぞれ別のコンビであった。出会った場所は円山のライブハウス。元々は芸人の先輩(横澤)と後輩(やす)の関係でライブやラジオで共演していた。2019年4月以降トークライブでの企画としてコンビを組み度々ネタを披露していた。やすが横澤を誘い、2020年4月に正式にコンビを結成。
2人ともプロ野球、芸能、サウナに造詣が深く、二人共週5で通う程のサウナ好き。他にも野球好きが高じて、横澤の地元である美唄の球団、美唄ブラックダイヤモンズ（北海道フロンティアリーグ）の応援芸人としても活動中。
2022年に個人事務所「合同会社TOTONOU」を設立。北海道の芸人を集めての合同ライブや、東京の芸人を招いてのゲストライブを主催している。
2023年4月、札幌観光大使に就任。
2023年11月、漫才協会に入会。以後、毎月上京して浅草東洋館に出演。

## 芸風
主に漫才。やすが自分の名前を一息で長く叫ぶつかみを定番とする。やすが1990年代を中心とした昔の野球ネタや芸能ネタ等のボケを矢継ぎ早に繰り出し、横澤が補足説明を入れながらツッコんでゆく形式が多い。

## 出囃子
BOØWY「B・BLUE」

## エピソード

### コンビ
- コンビ名の影響から各媒体の企画のタイトルが「やすと横澤さんと○○」となることが多い。
- M-1グランプリ2021のエントリーの際に、所属事務所を「やすと横澤さんと会社」として提出したが、実体が無かったためか「フリー」に修正されていた。
- 土屋伸之（ナイツ）とサウナ仲間であり、「ナイツ　ザ・ラジオショー」でたびたび名前があがる。
- 来道した東京芸人をグルメやレジャーで完璧にもてなすことに定評があり、「最強アテンド芸人」と呼ばれている。

### やす
- ポチという名前の猫を飼っている。
- ウェイビジョン主催のイベント内にてアドリブで坊主にしたことがある。
- 太田プロ札幌に所属していたコンビ「センチメンタル」の今里拓登（現在はコンビ「いのち丸」として太田プロ東京で活動）とルームシェアをしていた時期があり、センチメンタルのラジオ番組「コメディアン・ラプソディ」（STVラジオ）にて、やすから今里に私信が送られるというコーナー「fromやす」が生まれたが本人が番組に呼ばれることは最終回までなかった。

### 横澤
- トム・ブラウンがテレビ出演した際に使われる札幌時代の写真の大半は横澤が撮影したものである。
- 実家が米農家であったため、不定期に芸人仲間へ収穫した米を配ることがあった。
- 中古車を3万円と格安で購入したが、修理費がすぐに購入費を上回った。またその車に6万円のカーナビを積んでいた。

## 賞レース成績

### Mｰ1グランプリ
| 年度（回）       | 結果      | No.  | 会場                                                | 日程         | 備考                   |
| ---------------- | --------- | ---- | --------------------------------------------------- | ------------ | ---------------------- |
| 2020年（第16回） | 1回戦敗退 | 85   | [北海道] 札幌放送芸術＆ミュージック・ダンス専門学校 | 8月29日(土)  |                        |
| 2021年（第17回） | 2回戦進出 | 4012 | [東京]雷5656会館ときわホール                        | 10月14日(木) |                        |
| 2022年（第18回） | 2回戦進出 | 611  | [東京]雷5656会館ときわホール                        | 10月17日(月) | 1回戦（北海道）3位通過 |
| 2023年（第19回） | 2回戦進出 | 7083 | [東京]雷5656会館ときわホール                        | 10月24日(火) | 1回戦（東京）2位通過   |
| 2024年（第20回） | 2回戦進出 | 4974 | [東京]雷5656会館ときわホール                        | 10月17日(木) |                        |

## 出演

### 現在のレギュラー出演
- やすと横澤さんのやす横丁（さっぽろ村ラジオ、2022年4月8日 - ）毎週水曜日22時
- やすと横澤さんと月さむぽ（FMノースウェーブ、2022年6月1日 ‐ ）毎週水曜日24時30分（提供：株式会社 創伸建設）
- やすと横澤さんとTRANS BREWING～平岸で乾杯～（FMアップル、2023年9月7日 - ）毎週木曜日17時（提供：TRANSBREWING）
- ワンダーホワイトの純白エアライン（ラジオカロスサッポロ、2023年12月4日 - ）毎月最終月曜日20時
- 美唄ブラックダイヤモンズ倶楽部 ～夢に感謝へ。～（FMノースウェーブ、2024年1月7日 ‐ ）毎週日曜日7時
- やすと横澤さんの ココノススキノノノノノノーーーー（MID.α STUDIO、2024年1月9日 - ）隔週火曜日18時30分
- 北海道おもてなし会議（AIR-G'FM北海道、2025年4月2日 - ）毎週水曜日21時

## 過去の出演

### テレビ
- 真相報道バンキシャ（日本テレビ）（横澤）
- ダイノジのちゅど～ん（北海道文化放送）（横澤）
- 野球狂のネタ（関西テレビ）（横澤）
- ロンブー淳の休日（北海道放送）（やす）
- 人生デザインＵ－２９（NHK総合）（やす）
- SAPPORO NAMARATV（JCOM札幌）
- 地域創生! 旅番組 宮川一朗太のおっ！さんぽ （BSjapanext 2022年12月5日）
- 錦鯉が行く！のりのり散歩（北海道テレビ 2022年12月24日）
- どさんこワイド「お絵かきですよ！」（札幌テレビ 2023年2月15日、2024年2月19日）
- イチモニ！（北海道テレビ 2023年2月18日、3月16日、4月8日、5月13日、7月1日、8月10日、9月23日、10月5日、2025年2月1日、3月8日、5月10日、6月28日）
- 夜のケンミンSHOW（読売テレビ 2024年1月11日）（ケンドーコバヤシ役の再現VTR）
- イチ盛り！（北海道テレビ 2024年6月6日、7月18日、8月22日、9月12日、10月17日、11月14日、12月12日、2025年2月6日、3月6日、4月3日、5月29日、6月26日）
- onちゃん浅草へ行く！（北海道テレビ 2025年2月9日）
- 巷のonちゃん（北海道テレビ 2025年2月27日、3月6日）
- 佐々木理恵のサウナ作っちゃいませんか？（北海道文化放送 2025年6月6日、6月13日、6月20日、6月27日）

### ラジオ
- 東区役所前横近く（さっぽろ村ラジオ）（横澤）
- 横澤章悟のしたっけネ！（さっぽろ村ラジオ）（横澤）
- カーナビラジオ午後一番（HBCラジオ）（横澤）
- アタックヤング（STVラジオ）（横澤）
- ラジップス（FMノースウェーブ）（やす）
- ごきげんようじ（STVラジオ）（やす）
- GOGO RADIO COMPANY（FMノースウェーブ）
- サウンドプラント「やすと横澤さんのやすと横澤さん」（STVラジオ）
- snack SCRAMBLE（HBCラジオ）
- やすと横澤さんと民泊～北海道ワーケーションライフ～（FMノースウェーブ 2021年5月5日 - 2022年3月30日）[7]
- ハッピーバレーpresen 覇道（さっぽろ村ラジオ 2021年4月 - 2022年3月）
- 36号線のニューイヤーパーティ（STVラジオ 2023年1月8日）
- Be My Radio(AIR-G'FM北海道 2023年2月2日、4月27日、8月31日、2024年3月21日、8月29日、2025年1月9日)
- ようじのぢかん（STVラジオ)
  - 2023年2月13日-2月17日（やす）
  - 2023年3月13日-3月17日（横澤）
- やすと横澤さんのやす横ストリート（FMりべーる、2023年1月10日-2023年6月27日）毎週火曜日14時30分
- アップダウンのトークイリュージョン（AIR-G'FM北海道 2023年6月8日）

### 単独ライブ
- 第1回単独２大都市ツアー「あ、ここオートロウリュあるんだ。」（まちなかぶんか小屋 2021年2月28日）（旭川）
- 第1回単独２大都市ツアー「あ、ここオートロウリュあるんだ。」（演劇専用小劇場BLOCH 2021年3月7日）
- 第2回単独２大都市ツアー「暴威で、B.BLUE」（まちなかぶんか小屋  2021年10月31日）（旭川）
- 第2回単独２大都市ツアー「暴威で、B.BLUE」（サツゲキ 2021年11月7日）
- 第3回単独LIVE「ラギちゃんラーメン」（cube garden 2022年6月29日）
- 第4回単独LIVE「ここ、なんの居抜き？」（EDiT 2023年6月6日）

### 主催ライブ
- やすと横澤さんとトム・ブラウン（cube garden 2023年2月19日）
- やすと横澤さんとヤーレンズ（cube garden 2023年3月5日）
- やすと横澤さんとモグライダー（cube garden 2023年5月18日）
- やすと横澤さんと怪奇!YesどんぐりRPG（cube garden 2023年7月8日）
- やすと横澤さんとザ・ギース（EDiT 2023年9月10日）
- やすと横澤さんとパンプキンポテトフライ（EDiT 2023年11月5日）
- やすと横澤さんとオジンオズボーン篠宮（EDiT 2023年11月12日）
- K-PRO代表 児島さんに北海道芸人のネタを見てもらうお笑いライブ（EDiT 2023年12月3日）
- やすと横澤さんと流れ星☆（EDiT 2024年4月7日）
- やすと横澤さんとプリンプリン（EDiT 2024年9月8日）
- やすと横澤さんとヤーレンズ（ダルマホール 2024年9月14日）
- やすと横澤さんとラブレターズ（EDiT 2024年11月17日）
- 第2回 K-PRO代表 児島さんに北海道芸人のネタを見てもらうお笑いライブ（EDiT 2025年4月6日）
- やすと横澤さんと十九人（EDiT 2025年6月15日）

### その他ライブ
- HOKKAIDO-1グランプリ　総合MC（2022年4月14日、5月12日、6月9日、7月14日、8月11日、9月8日）
- 大笑いライブin十勝しみず（2022年10月16日）
- 第２回 HOKKAIDO-1グランプリ　総合MC（2023年4月13日、5月11日、6月8日、7月13日、8月10日、9月14日）
- STV「24時間テレビ」お笑いライブ（STVホール 2023年8月27日）
- 第1回onちゃんテラスお笑いライブ～札幌芸人が大集合～（2023年9月23日）
- 東洋館「漫才大行進」（2023年12月〜）
- 第2回onちゃんテラスお笑いライブ～札幌芸人が大集合～（2024年3月23日）
- 第3回 HOKKAIDO-1グランプリ　総合MC（202４年4月26日、5月24、6月28日、7月26日、8月23日、9月27日）
- 第3回onちゃんテラスお笑いライブ～札幌芸人が大集合～（2024年8月16日）
- おせつときょうた全国ツアー 2024 ~やすと横澤さん&おせつときょうた 北海道ツーマンライブ~（2024年9月22日）
- 笑顔にならなきゃCOCONOじゃないっしょ！ワクワクお笑いステージ（COCONO SUSUKINO ）（2024年12月5日）
- 東川町開拓130年記念イベント東川スペシャル落語会（2025年1月12日）
- AFC PRESENTS 2025 「あさひ寄席」（2025年1月23日）

### その他
- STVラジオ ドキドキFOODパーク2022（2022年6月16日）
- まちなか賑わいSTREET（2022年6月25日、26日）
- STVラジオ開局60周年記念 ハーベストフェス2022（2022年10月9日）
- イオン岩見沢専門店街 2023 NEW YEAR EVENT（2023年1月2日、3日）
- 羊ヶ丘スノーパーク特設サイト（さっぽろ羊ヶ丘展望台）
- 第１４回 ないえ冬まつり（2023年2月5日）
- 第３３回 IWAMIZAWA ドカ雪まつり（2023年2月25日、26日）
- 札幌観光情報サイト ようこそさっぽろ「サウナ好き芸人「やすと横澤さん」に聞くサ活流儀と札幌のおすすめサウナ！」（2023年3月20日）
- イオン岩見沢店専門店街「2023 GW FESTIVAL」（2023年5月5日）
- STVラジオ ドキドキFOODパーク2023（2022年6月15日）
- 第16回東海大学「健学祭」（2023年6月18日）
- FMノースウェーブ×HTB創世マルシェ「やすと横澤さんと月さむぽ祭り」（2023年7月1日）
- 北海道ラーメン専門誌「ラーメン1000」（2023年8月15日）
- 第７１回おんねゆ温泉まつり（2023年8月6日）
- 第26回JAびばい祭（2023年8月20日）
- 第44回新しのつ青空まつり（2023年8月26日）
- ないえ駅前フェスタ（2023年9月2日）
- Stella Street Fes 2023（2023年9月17日）
- ニコーリフレでどうでしょう「トークセッション＆特別サウナ体験」（HTB秋の大感謝祭）（2023年10月1日）
- COCONO SUSUKINO「MID.α STUDIO（ミッドアルファスタジオ）」公開放送（2023年12月9日、10日、23日、25日）
- イオン岩見沢店専門店街 2024 新春イベント（2024年1月1日、2日）
- 第15回ないえ冬まつり（2024年2月3日）
- 第74回さっぽろ雪まつり（雪のHTB広場のステージ）（2024年2月11日）
- サ室でお笑いライブ in ニコーリフレ（2024年5月26日）
- FM NORTHWAVE Scramble Party meets アーモンドミルクの日（2024年6月1日）
- 第21回ないえふれあいまつり（2024年7月6日）
- 第51回 ひだか樹魂まつり（2024年7月21日）
- HTB 真夏の汗激！！フェス 2024（2024年8月4日）
- ブラダイ夏祭り2024（2024年8月17日）
- 第45回新しのつ青空まつり（2024年8月24日）
- ねむのきまつり（旭川）（2024年8月25日）
- しらおいポロトミンタラフェスティバル2024（2024年9月14日）
- 夕張シューパロダム紅葉まつり（2024年10月13日）
- びばい新米収穫祭（2024年10月20日）
- 北海道ふるさと美唄応援団フェスタ2024in原宿（2024年11月3日）
- イオン岩見沢店専門店街 2025 新春イベント（2025年1月2日）
- 美唄警察署・一日警察署長就任イベント（ゆ～りん館）（2025年1月10日）
- 第15回ないえ冬まつり（2025年2月1日）
- 爆笑ひぐらし名人会『2025年度漫才新人大賞』（東洋館）（2025年2月24日）
- HTB 春の感謝祭（2025年4月5日）
- 第22回ないえふれあいまつり（2025年7月5日）

### YouTube
- やすと横澤さんと野球の話をするチャンネル
- 【星座占い】2023年一番ラッキーなのは？誕生日＆12星座ランキングを発表！(HTB北海道テレビ)
- 恋愛運ランキング発表！大野アナの恋愛運は？大野アナとやすの相性を占う！【星座占い②】(HTB北海道テレビ)
- 錦鯉の大喜利真剣勝負！これがM-1チャンピオン！？【のりのり散歩平岸編②】(HTB北海道テレビ)
- 美女から熱波！地獄か？天国か？「HOKKAIDO SAUNA TOUR」ととのう〜！(FM NORTH WAVE)
- 羊ヶ丘スノーパークの楽しみ方！（北海道・札幌）（札幌観光協会公式チャンネル【ようこそさっぽろ】）
- 有珠山 Mt. USU 2025 Winter｜有珠山ロープウェイ × やすと横澤さん × ちゃぼ（Mt USU Ropeway 有珠山ロープウェイ）
- やすと横澤さん漫才動画（札幌弁護士会）
- 巷のonちゃん ＃355 浅草　浅草寺にて（onちゃん【公式】）

### アプリ
- Radiotalk「やすと横澤さんの毎日約10分ラジオ」